# Joppa modesta
Joppa modesta là một loài tò vò trong họ Ichneumonidae.